# Dachauer Dora-Prozess

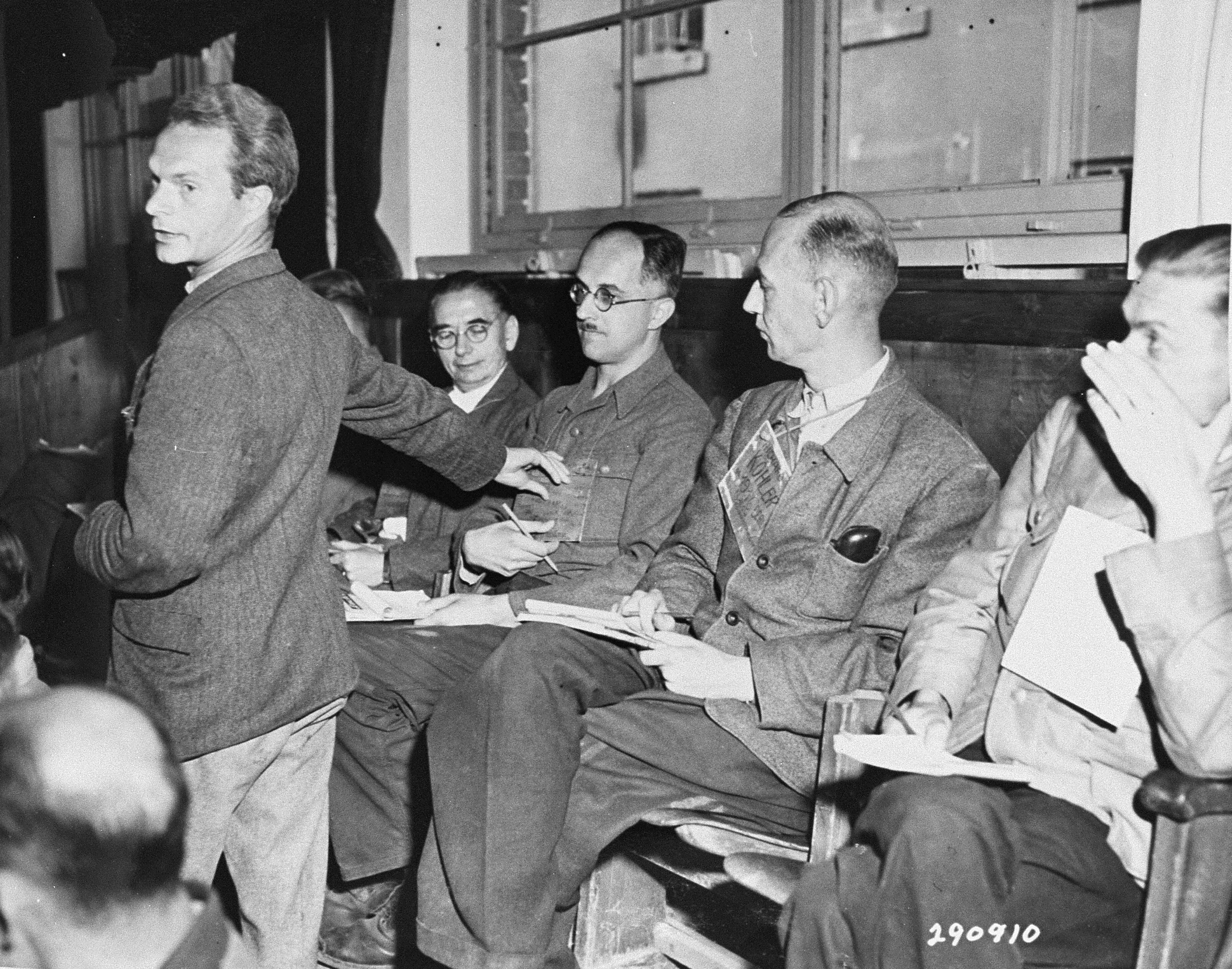
Der ehemalige Lagerarzt Heinrich Schmidt (sitzend) wird während des Dachauer Dora-Prozesses am 19. September 1947 von einem Zeugen der Anklage identifiziert.

Der Dachauer Dora-Prozess (auch Nordhausen-Hauptprozess) war ein Kriegsverbrecherprozess der United States Army in der amerikanischen Besatzungszone am Militärgericht in Dachau. Dieser Prozess fand vom 7. August bis zum 30. Dezember 1947 im Internierungslager Dachau statt, wo sich bis Ende April 1945 das Konzentrationslager Dachau befunden hatte. Amtlich wurde das Verfahren als United States of America vs Kurt Andrae et al. – Case 000-50-37 bezeichnet. In diesem Prozess waren 19 Männer angeklagt, denen Kriegsverbrechen im Zusammenhang mit dem Konzentrationslager Mittelbau-Dora und dessen Nebenlagern zur Last gelegt wurden. Der Prozess endete mit 4 Frei- und 15 Schuldsprüchen, darunter ein Todesurteil. Während des Dachauer Dora-Prozesses wurden fünf Nebenverfahren mit jeweils einem Angeklagten verhandelt. Der Dachauer Dora-Prozess war im Zusammenhang mit Konzentrationslagerverbrechen das letzte Hauptverfahren, das im Rahmen der Dachauer Prozesse stattfand.

## Vorgeschichte

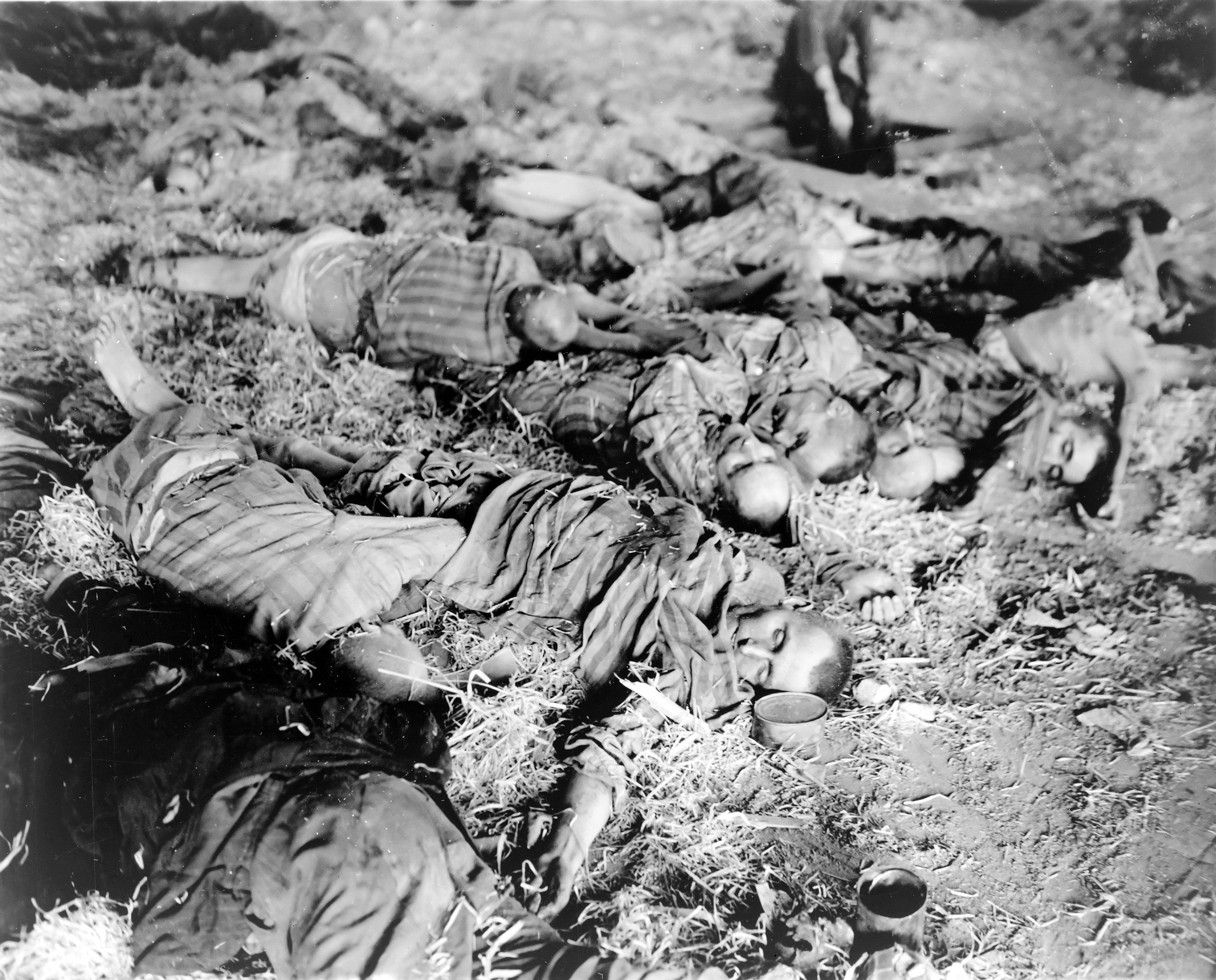
Tote Häftlinge in Häftlingsbaracken, aufgenommen am 11. April 1945 nach der Befreiung des Lagerkomplexes Mittelbau durch Angehörige des United States Army Signal Corps

Von den mehr als 60.000 Häftlingen, die den Lagerkomplex Mittelbau-Dora mit seinen katastrophalen Arbeits- und Lebensbedingungen durchliefen, starben mindestens 20.000 an Hunger, Entkräftung, Krankheiten und durch schwerste Misshandlungen. Als amerikanische Truppen in der Endphase des Zweiten Weltkrieges am 11. April 1945 den Lagerkomplex Mittelbau erreichten, fanden sie fast 2.000 Tote vor. Im Hauptlager selbst konnten nur noch einige Hundert lebende, zumeist aber kranke oder sterbende Häftlinge befreit werden. Das KZ Mittelbau und seine Nebenlager waren bereits bis zum 6. April 1945 geräumt worden. Auf den Todesmärschen starben infolge Entkräftung, Erschießungen und Luftangriffen bis zu 8.000 der etwa 36.500 „evakuierten“ Häftlinge. So verließ ein etwa 400 Häftlinge umfassender Räumungstransport am 4. April 1945 das Außenlager Rottleberode unter der Leitung von Erhard Brauny. Bei Gardelegen traf diese Häftlingsgruppe mit Häftlingen anderer „Evakuierungstransporte“ zusammen. Da aufgrund der nahen Front der „Evakuierungsmarsch“ nicht fortgesetzt werden konnte, wurden auf Befehl von NSDAP-Kreisleiter Gerhard Thiele 1.016 Häftlinge in der Isenschnibber Feldscheune am 13. April 1945 ermordet.
Vor diesem Hintergrund begannen amerikanische Ermittler des War Crimes Investigating Team 6822 im Rahmen des War Crimes Program, eines US-amerikanischen Programms zur Schaffung von Rechtsnormen und eines Justizapparates zur Verfolgung deutscher Kriegsverbrechen, zügig mit den Untersuchungen zur Feststellung der Verantwortlichen für diese Verbrechen. Die Ermittlungen waren bald abgeschlossen und der Untersuchungsbericht wurde bereits am 25. Mai 1945 dem Oberbefehlshaber der 9. US-Armee, General Simpson, übersandt. Viele Täter wurden bald gefasst und interniert. Es wurden Zeugenaussagen aufgenommen, Beweismittel gesichert und die Verbrechen fotografisch dokumentiert. Diese Ermittlungsergebnisse bildeten die Basis für die Anklageerhebung und damit den Dachauer Dora-Prozess. Zu einer geplanten Abgabe dieses Verfahrens und des Buchenwald-Verfahrens an die Sowjetische Militäradministration in Deutschland, auf deren Gebiet Mittelbau und Buchenwald nach dem Abzug der amerikanischen Truppen aus Thüringen am 1. Juli 1945 lagen, kam es jedoch nicht. Die für den 3. September 1946 vereinbarte Überstellung der Internierten und des umfangreichen Beweismaterials bezüglich Mittelbau und Buchenwald scheiterte, da keine Vertreter der sowjetischen Militäradministration am vereinbarten Treffpunkt an der Zonengrenze erschienen. Zuvor war es lediglich zur Übergabe von 22 Verdächtigten sowie Akten zum Tatkomplex Gardelegen an die sowjetische Militäradministration gekommen. Warum die Abgabe des Buchenwald- und Dora-Verfahrens an die sowjetischen Ermittlungsbehörden nicht zustande kam, ist ungeklärt. Entsprechende Nachfragen bei der sowjetischen Militäradministration blieben zumeist unbeantwortet, und die von amerikanischer Seite angebotene Aktenübergabe wurde nicht wahrgenommen. Aus der Notiz eines amerikanischen Ermittlers geht hervor, dass möglicherweise aufgrund unklarer Zuständigkeiten bei den sowjetischen Ermittlungsbehörden keiner der dort Verantwortlichen eine Entscheidung treffen wollte. Das Nordhausen-Verfahren wurde schließlich im Rahmen der Dachauer Prozesse verhandelt.
Zuvor waren bereits im Bergen-Belsen-Prozess auch zwölf ehemalige Angehörige der Lagermannschaft von Dora-Mittelbau unter britischer Militärgerichtsbarkeit verurteilt worden. Franz Hößler, ehemaliger Schutzhaftlagerführer, Franz Stofel, Kommandoführer im Mittelbauer Nebenlager Kleinbodungen, sowie dessen Stellvertreter Wilhelm Dörr wurden zum Tode verurteilt und am 13. Dezember 1945 im Gefängnis Hameln durch den Strang hingerichtet. Vier Angeklagte wurden zu Haftstrafen verurteilt und fünf weitere freigesprochen. Der ehemalige Lagerkommandant Otto Förschner wurde im Dachau-Hauptprozess zum Tode verurteilt und am 28. Mai 1946 hingerichtet, sein Nachfolger Richard Baer tauchte bei Kriegsende unter und verstarb noch vor Beginn des ersten Frankfurter Auschwitzprozesses 1963 in der Untersuchungshaft. Der ehemalige SS-Standortarzt im KZ Mittelbau-Dora Karl Kahr wurde aufgrund seines relativ guten Rufs unter den Dora-Häftlingen nicht belastet und sagte im Dachauer Dora-Prozess als Zeuge der Anklage aus.

Die Angeklagten im Juni 1947
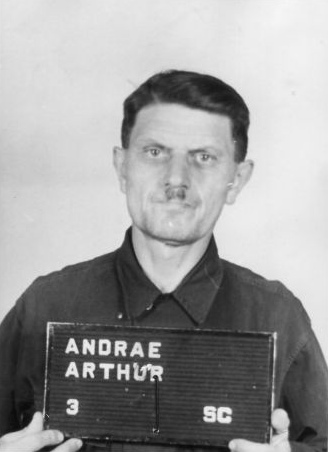
Arthur Kurt Andrä
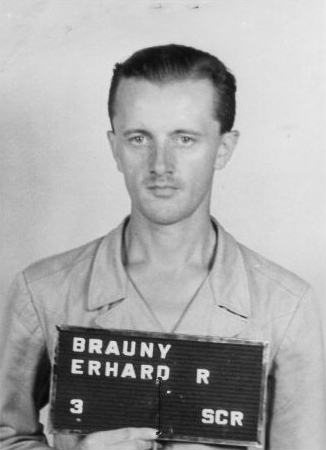
Erhard Richard Brauny
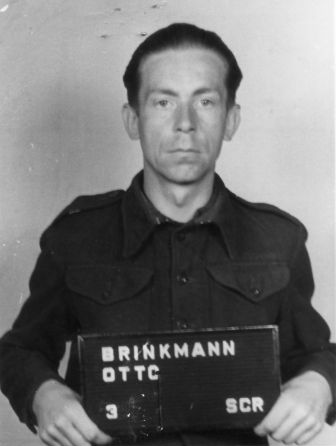
Otto Georg Werner Brinkmann
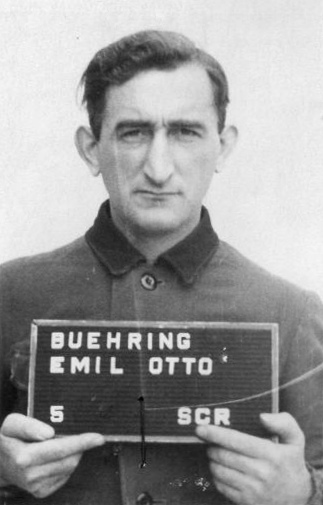
Emil Otto Bühring
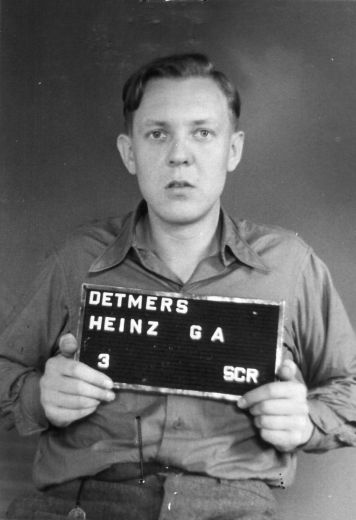
Heinrich Georg Alfred Detmers
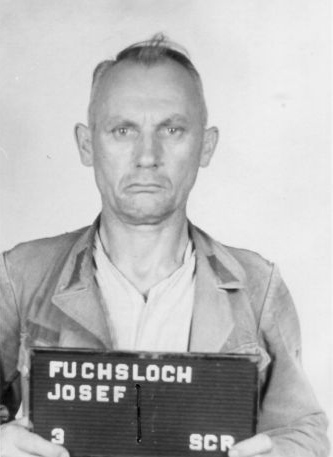
Josef Fuchsloch
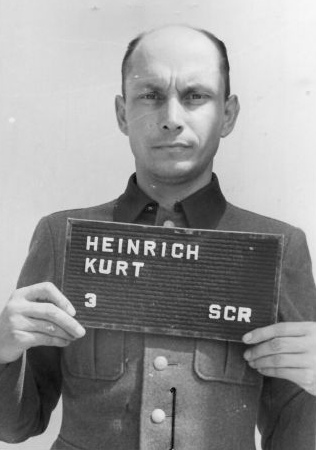
Richard Kurt Heinrich
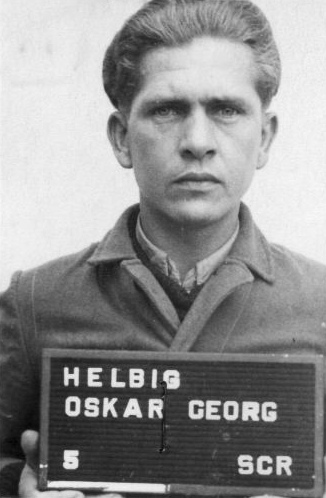
Oskar Georg Helbig
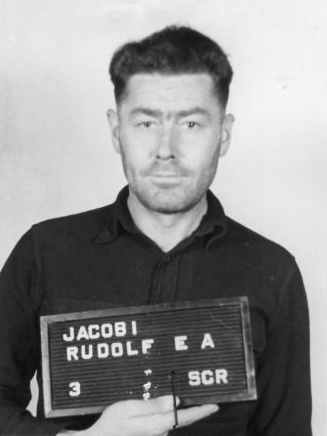
Rudolf Ewald Otto Jacobi
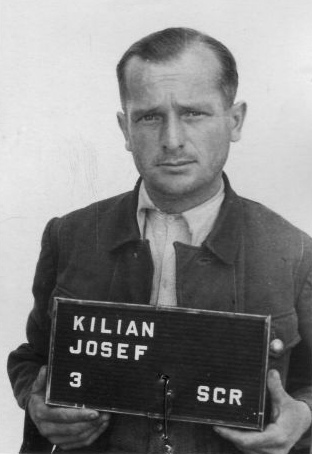
Josef Kilian
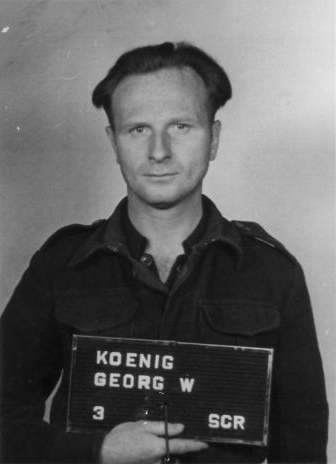
Georg Wilhelm König
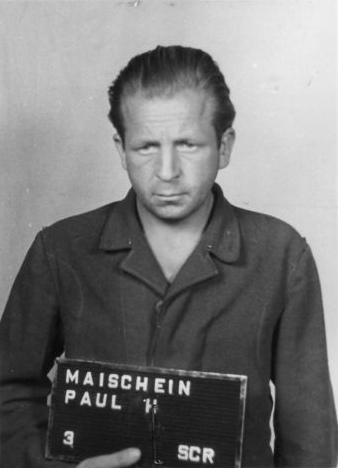
Paul Maischein
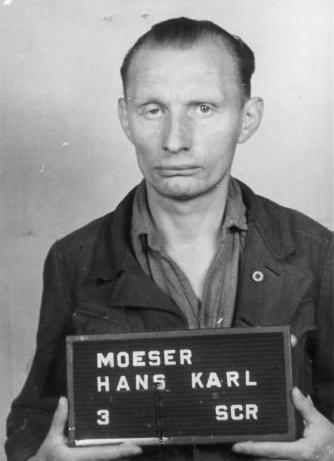
Hans Karl Möser
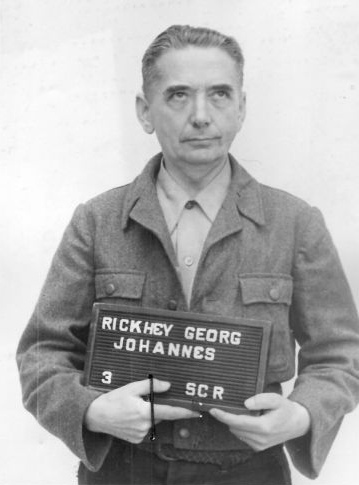
Georg Johannes Rickhey
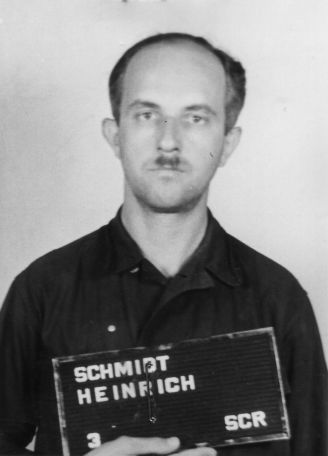
Heinrich Schmidt
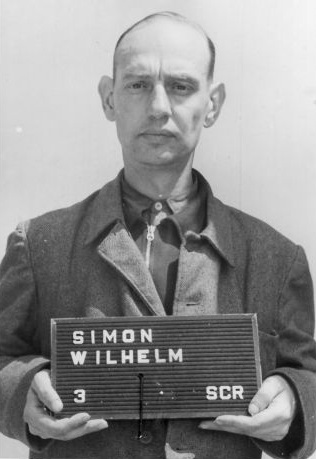
Wilhelm Simon
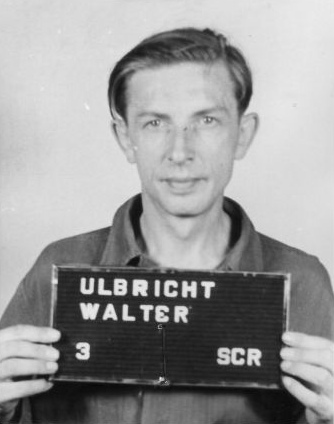
Walter Ernst Ulbricht
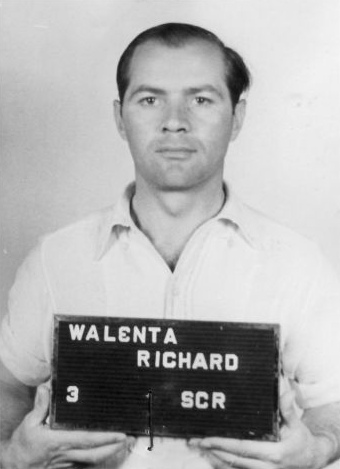
Richard Walenta
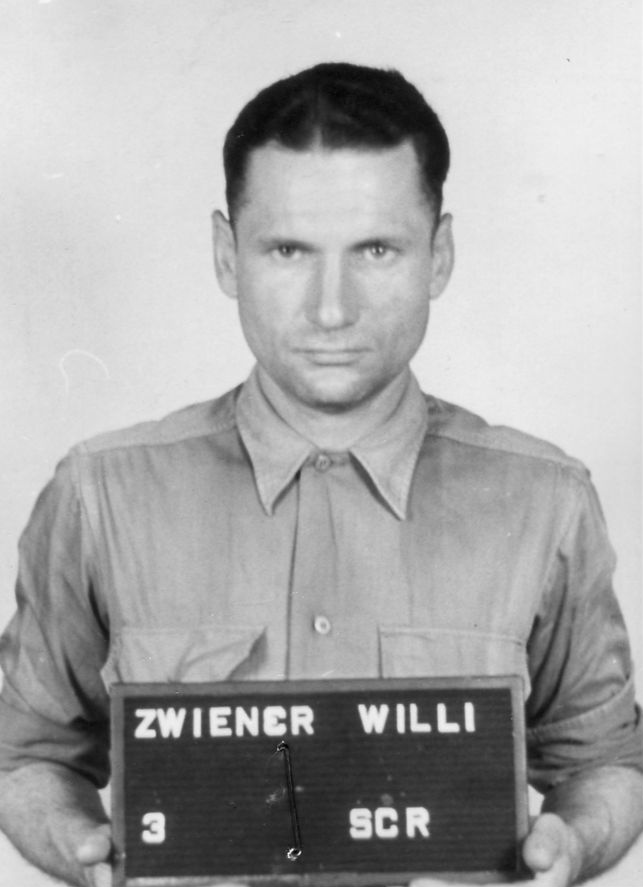
Willi Zwiener

## Rechtsgrundlagen und Anklage

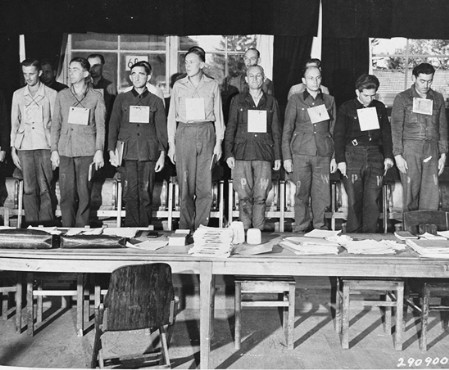
16 der 19 Angeklagten des Dachauer Dora-Prozesses am 19. September 1947

Die rechtliche Grundlage des Verfahrens bildete die ab März 1947 gültige Legal and Penal Administration, ausgehend von den Erlassen des Military Government.
Die Anklageschrift, die am 20. Juni 1947 den Angeklagten zugestellt wurde, umfasste zwei Hauptanklagen, die unter dem Titel „Verletzung der Kriegsgebräuche und -gesetze“ zusammengeführt wurden. Inhalt der Klageschrift waren Kriegsverbrechen, die während des Zeitraums vom 1. Juni 1943 bis zum 8. Mai 1945 in Dora-Mittelbau und den Außenlagern an nicht-deutschen Zivilisten und Kriegsgefangenen verübt worden waren. Dies war eine entscheidende Änderung gegenüber dem Dachau-Hauptprozess, da nun nicht nur Kriegsverbrechen an Staatsangehörigen alliierter Staaten verfolgt wurden, sondern auch solche, die etwa an Staatenlosen, Österreichern, Slowaken und Italienern begangen wurden. Verbrechen von deutschen Tätern an deutschen Opfern blieben lange ungesühnt und wurden in der Regel erst später vor deutschen Gerichten verhandelt.
Alle Angeklagten wurden beschuldigt, im Rahmen eines gemeinsamen Vorgehens (Common Design) an Misshandlungen und Tötungen nicht-deutscher Zivilisten und Kriegsgefangener rechtswidrig und vorsätzlich teilgenommen zu haben. Durch das Rechtsinstitut des Common Design mussten den Angeklagten nicht bestimmte Straftaten einzeln nachgewiesen werden; vielmehr wurde bereits die Teilnahme am Betrieb des Konzentrationslagers und die Zugehörigkeit zur Lager-SS als Kriegsverbrechen gewertet. Der Grad der individuellen Verantwortung am Common Design wurde durch Teilnahme an Exzesstaten, den Zuständigkeitsbereich sowie Dienstgrad der Angeklagten ermittelt und diente bei der Urteilsfindung als Maßstab für das Strafmaß.

## Prozessbeteiligte

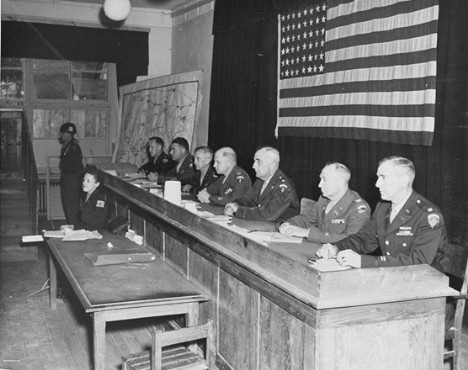
Richter des Militärgerichts beim Dachauer Dora-Prozess am 25. September 1947. In der Mitte der Vorsitzende Frank Silliman.

Den Vorsitz des aus sieben amerikanischen Militärrichtern bestehenden Militärgerichts übernahm Colonel Frank Silliman, die weiteren Richter waren Col. Joseph W. Benson, Col. Claude O. Burch, Lt. Col. Louis S. Tracy, Lt. Col. Roy J. Herte, Major Warren M. Vanderburgh und der Jurist Lt. Col. David H. Thomas.
Die Anklagevertretung unter dem Hauptankläger William Berman bestand aus den amerikanischen Offizieren Captain William F. McGarry, Capt. John J. Ryan, Lt. William F. Jones und den Ermittlern Jacob F. Kinder sowie William J. Aalmans. Der Niederländer Aalmans war als Soldat der US-Armee an der Befreiung des Mittelbauer Lagerkomplexes beteiligt gewesen. Er vernahm als Angehöriger der War Crimes Group im Zuge der Vorbereitung des Dora-Prozesses die Angeklagten und wurde auch als Übersetzer tätig. Seine diesbezüglichen Erlebnisse schrieb Aalmans in seiner Aufzeichnung mit dem Titel The “Dora”-Nordhausen War Crimes Trial nieder. Diese Aufzeichnungen wurden als Informationsbroschüre den Prozessbesuchern zur Einführung in das Verfahren ausgehändigt.
Angeklagt waren 14 SS-Angehörige, vier Funktionshäftlinge sowie als einziger Zivilist Georg Rickhey, Generaldirektor der Mittelwerk GmbH. Von den angeklagten SS-Angehörigen war der ehemalige Lagerarzt des Außenlagers Boelcke-Kaserne und Hauptsturmführer Heinrich Schmidt ranghöchster SS-Führer.
Die Verteidigung der Angeklagten wurde von den beiden amerikanischen Offizieren Major Leon B. Poullada und Capt. Paul D. Strader sowie den drei deutschen Rechtsbeiständen Konrad Max Trimolt, Emil Aheimer sowie Ludwig Renner übernommen. Ab dem 31. Oktober 1947 unterstützte Milton Crook nach einem entsprechenden Antrag Poulladas das Verteidigerteam.

## Prozessdurchführung

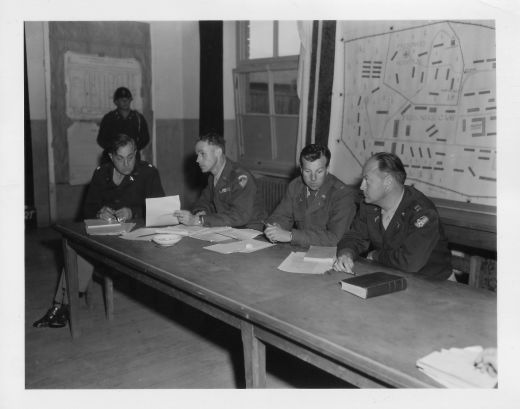
Anklagevertretung im Dachauer Dora-Prozess am 19. September 1947. Von links nach rechts: Lt. Col. William Berman, Capt. William F. McGarry, 1st Lt. William F. Jones und Capt. John F. Ryan.

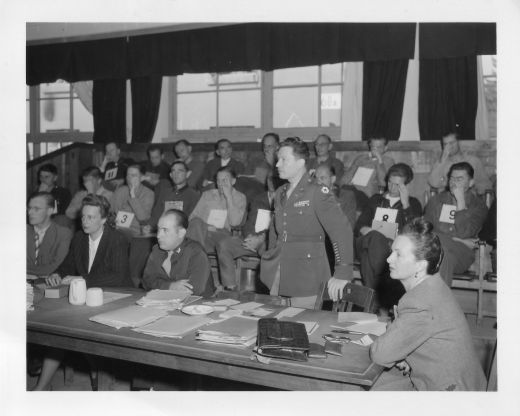
Vertreter der Verteidigung im Dachauer Dora-Prozess am 19. September 1947. Im Vordergrund steht Leon B. Poullada und links von ihm sitzt Capt. Paul D. Strader. Im Hintergrund die Angeklagten.

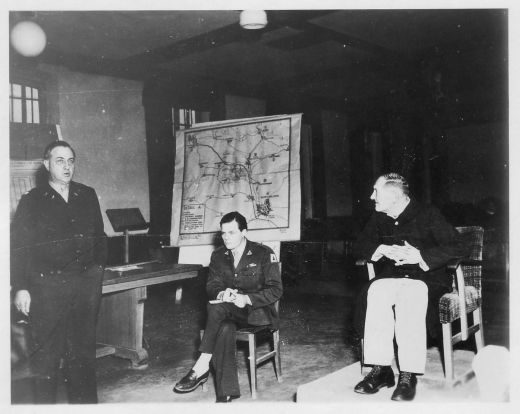
Ein Zeuge der Verteidigung macht im Dachauer Dora-Prozess Aussagen zum Massaker von Gardelegen.

Der öffentliche Prozess wurde am 7. August 1947 vor dem General Military Government Court im Internierungslager Dachau eröffnet. Da die Gerichtssprache Englisch war, mussten Dolmetscher auf Englisch und Deutsch zwischen dem Gericht und den Angeklagten übersetzen. Nach Verlesung der Anklageschrift plädierten die Angeklagten sämtlich auf „nicht schuldig“. Die Angeklagten waren der Vernachlässigung, Misshandlung und Tötung der Häftlinge beschuldigt. Einige Angeklagte waren beschuldigt, Straftaten im Zusammenhang von Todesmärschen oder im Zuge der „Lagerevakuierung“ begangen zu haben. Dem ehemaligen Lagerarzt Heinrich Schmidt wurde die Vernachlässigung der Insassen vorgeworfen, die deshalb an Hunger, Entkräftung und Krankheiten gestorben seien. Dem ehemaligen Schutzhaftlagerführer Hans Möser wurde die Hauptverantwortung für die inhumanen Lebensbedingungen im Lager zugeschrieben. Die vier Funktionshäftlinge wurden der Misshandlung und teilweise auch Tötung von Häftlingen beschuldigt. Der Zivilist Georg Rickhey sollte sich als ehemaliger Generaldirektor der Mittelwerk GmbH für die katastrophalen Arbeitsbedingungen verantworten.
Auf Antrag der Vertreter der Anklage wurden die Beschuldigten Albin Sawatzki, Otto Brenneis, Hans Joachim Ritz und Stefan Palko am ersten Verhandlungstag von der Liste der Beschuldigten zum Nordhausen-Verfahren gestrichen.
Der Verteidiger Poullada stellte während des Verfahrens erfolglos mehrere Anträge, etwa um die Zuständigkeit des Militärgerichts für das Dora-Verfahren überprüfen zu lassen. So beantragte Poullada die Streichung des Zusatzes „und anderen nichtdeutschen Staatsangehörigen“ in der Anklageschrift und begründete dies damit, dass amerikanische Militärgerichte nicht für die Ahndung von Kriegsverbrechen Deutscher an Bürgern von den mit dem Deutschen Reich verbündeten Staaten zuständig sein könne. Diesem Antrag wurde nicht stattgegeben, da nach Begründung des Gerichts sonst Straftaten gegen nichtdeutsche Opfer ungesühnt bleiben würden. Des Weiteren beantragte er während des Verfahrens wiederholt die Entfernung des Rechtsinstituts des Common Design aus der Anklageschrift, da nach seiner Meinung in den vorangegangenen Dachauer Konzentrationslagerverfahren sich die Urteilsfindung nicht am Common Design, sondern an individuell nachweisbaren Straftaten ausgerichtet habe. Dieser Antrag wurde seitens des Gerichts ebenfalls abgelehnt.
In seinem Eingangsplädoyer legte Hauptankläger Berman dar, dass das KZ Mittelbau-Dora nicht nur dem Zweck gedient habe, durch Zwangsarbeit von KZ-Häftlingen die Produktion der deutschen Rüstungsindustrie zu intensivieren, sondern die Tötung von KZ-Häftlingen nach dem Motto Vernichtung durch Arbeit zum vorrangigen Ziel hatte. Berman führte die bei der Anklageverlesung vorgetragenen Kriegsverbrechen aus und stellte sie in unmittelbaren Zusammenhang mit einem auf Vernichtung ausgerichteten Lagerbetrieb. Nach seiner Argumentation waren daher alle Angeklagten des (versuchten) Massenmordes schuldig.
Danach folgte die Beweisführung, bei der die Anklagevertreter den verbrecherischen Charakter des Lagerbetriebs im KZ Mittelbau-Dora belegen mussten: Zum einen durch die Feststellung von Verantwortlichkeiten einzelner Angeklagter innerhalb dieses Systems und zum anderen durch den Nachweis der Begehung von oder der Teilnahme an Exzesstaten. Neben den Lebens- und Arbeitsbedingungen im Lager bezog die Anklagevertretung auch die Todesmärsche in die Beweisführung mit ein. Der Komplex Todesmärsche wurde im Schwerpunkt mit dem Massaker von Gardelegen abgehandelt. Für ihre Beweisführung bot die Anklage während des Verfahrens über 70 KZ-Überlebende als Belastungszeugen auf, die wie auch die Entlastungszeugen ins Kreuzverhör genommen werden konnten. Die Belastungszeugen berichteten zudem über die katastrophalen Bedingungen im Lager, insbesondere über die unzureichende Ernährung und Kleidung, mangelnde Hygiene und schlechte medizinische Versorgung sowie über die Verhängung von Lagerstrafen.
Die Aussagen der Belastungszeugen zum Komplex Zwangsarbeit waren im Wesentlichen Schilderungen der Arbeits- und Lebensbedingungen während der Aufbauphase des Lagers im Winter 1943/1944. Diese Aufbauphase, auch als „Hölle von Dora“ bezeichnet, war gekennzeichnet durch erschöpfende Zwangsarbeit beim Stollenvortrieb und beim Ausbau des Kohnsteins zur unterirdischen Raketenfabrik. Einen zweiten Schwerpunkt bildeten Aussagen zur Raketenmontage im Mittelwerk, wo KZ-Häftlinge unter Hetze und Schlägen die „Vergeltungswaffen“ montieren mussten. In diesem Zusammenhang wurden auch Hinrichtungen von KZ-Häftlingen wegen angeblicher Sabotage geschildert.

„Wir waren zum Sterben bestimmt.“

Der ehemalige Lagerarzt des KZ Mittelbau-Dora Alfred Kurzke sagte als Belastungszeuge aus, dass nach seinem Eindruck der Zweck des Lagers die Vernichtung der Insassen gewesen sei. So gab Kurzke an, dass der Schutzhaftlagerführer Hans Möser im Januar 1945 drei Häftlinge misshandelt und danach erschossen habe. Des Weiteren berichtete er unter anderem über einen weiteren Vorfall:

„Ich wurde zum Bunker gerufen, um eine Leiche zu besichtigen. Im Vernehmungszimmer baten mich einige SS.-Leute, einen bereits ausgestellten Totenschein eines Gefangenen zu unterschreiben, auf dem als Todesursache »Kreislaufschwäche« eingesetzt war. Ich bestand darauf, die Leiche zu sehen […]. Bei der Besichtigung der Leiche stellte ich fest, daß eine Milzzerreißung vorlag, die durch schwere Mißhandlungen verursacht worden war.“

Der Angeklagte Otto Brinkmann hatte nachweislich „einen halbverhungerten polnischen Gefangenen dazu [gezwungen], Menschenfleisch von Toten zu essen. Der Pole wurde dann wegen Kannibalismus getötet.“
Von den 19 Angeklagten machten 13 von ihrem Recht Gebrauch, in eigener Sache auszusagen, die anderen verwiesen auf ihre dem Gericht vorliegenden Vernehmungsprotokolle. Die Angeklagten verharmlosten die Taten, beriefen sich auf Befehlsnotstand, schwiegen oder bestritten, zur Tatzeit am Tatort gewesen zu sein. Die Verteidigung bot während des Verfahrens 65 Entlastungszeugen auf, und dem Militärgericht lagen zusätzlich neun schriftliche Aussagen vor, die der Entlastung von Angeklagten dienten.
Über die Lebensbedingungen im Außenlager Boelckekaserne, das etwa die Hälfte der dort gefangenen KZ-Häftlinge nicht überlebte, äußerte sich der Lagerarzt Schmidt folgendermaßen:

„Die Witterung war seinerzeit im März 1945 sehr sonnig und tagsüber warm. Die in den Blöcken 6 und 7 untergebrachten Häftlinge lagen größtenteils den ganzen Tag an der Südseite der Hallenwand und sonnten sich.“

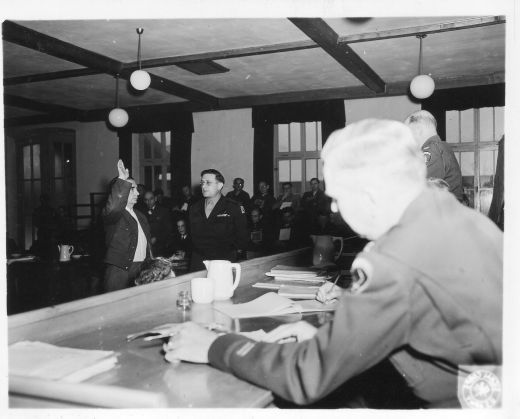
Georg Rickhey beeidigt im Dachauer Dora-Prozess am 18. Dezember 1947 seine Aussagen.

Beim Themenbereich Zwangsarbeit rückte Georg Rickhey, der als einziger Vertreter der Mittelwerk GmbH vor Gericht stand, in den Mittelpunkt des Prozesses. Rickhey wurde vorgeworfen, für die katastrophalen Arbeitsbedingungen im Lager mit verantwortlich gewesen zu sein, mit SS und Gestapo eng kooperiert und auch Hinrichtungen beigewohnt zu haben. Der Nachweis dieser Kriegsverbrechen war insofern wichtig, als Rickey – im Gegensatz zu anderen Angeklagten – nicht für die katastrophalen Lebensbedingungen im Konzentrationslager oder die Durchführung von Todesmärschen verantwortlich gemacht werden konnte. Im Prozess selbst wurde von der Anklage auf die Beteiligung der Mittelwerk GmbH an der Zwangsarbeit bei der unterirdischen Raketenproduktion (V1- und V2-Raketen) verwiesen. Rickhey wurde durch ehemalige Mitarbeiter und die schriftlichen Vernehmungsprotokolle seiner Ingenieurskollegen entlastet, lediglich das Vernehmungsprotokoll eines ehemaligen Ingenieurs der Mittelwerk GmbH belastete ihn. Die von der Anklagevertretung aufgebotenen Belastungszeugen konnten zu Rickheys diesbezüglichen Tätigkeiten und Verantwortlichkeiten nur unpräzise Angaben machen, da sie ihn im Lagerbetrieb in aller Regel nicht persönlich erlebt hatten. Zudem waren schriftliche Beweise für Rickheys Schuld nicht vorhanden; erst nach Prozessende wurden Dokumente ermittelt, die Rickheys Mitverantwortung an den inhumanen Arbeitsbedingungen der Mittelbau-Häftlinge belegen. Rickhey sagte in eigener Sache aus und schob die gesamte Verantwortung für die inhumanen Zwangsarbeitsbedingungen dem in amerikanischer Internierung verstorbenen Ingenieur Sawatzki zu. Weiterhin wies er auf seine Tätigkeiten für die amerikanische Forschung auf dem Stützpunkt der US Air Force (USAF) in Wright Field hin.

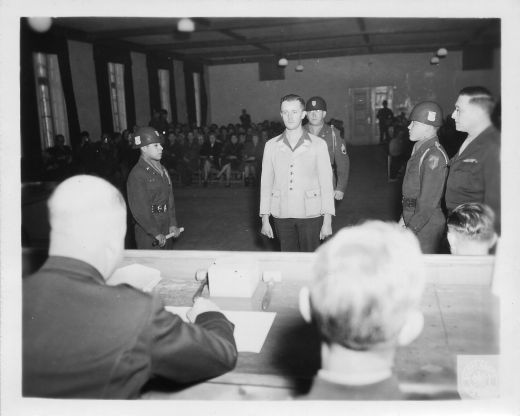
Der Angeklagte Erhard Brauny empfängt am 30. Dezember 1947 sein Urteil im Dachauer Dora-Prozess.

Der Anklagevertreter Berman forderte in seinem Schlussplädoyer für alle Angeklagten die Todesstrafe, da sie im Rahmen des Common Design bei konsequenter Auslegung sämtlich als Massenmörder zu gelten hätten.
Wie bereits in ihrem Eingangsplädoyer bestritt die Verteidigung auch in ihrem Schlussplädoyer die von der Anklage vorgebrachten Beschuldigungen gegen die Angeklagten. Die Verteidigung beharrte zudem erneut auf Nichtanwendung des Rechtsinstituts Common Design und forderte vom Gericht, bei der Strafzumessung nur die individuell nachgewiesenen Verbrechen zu berücksichtigen. Poullada appellierte an das Militärgericht, bei der Urteilsfindung die hohen „Standards anglo-amerikanischer Rechtsprechung“ anzuwenden und bei nicht zweifelsfreier Beweislage die Angeklagten freizusprechen. Nach seinem Verständnis dürften die Angeklagten nicht anders als amerikanische Staatsbürger vor Gericht beurteilt werden. Für Rickhey forderte die Verteidigung daher einen Freispruch, da die gegen ihn gerichteten Vorwürfe sämtlich entkräftet worden seien.
Das Militärgericht verkündete durch seinen Vorsitzenden am 24. Dezember 1947 die Urteile und am 30. Dezember 1947 bei den Schuldsprüchen die entsprechenden Strafen. Neben einer Todesstrafe wurden sieben lebenslange und sieben befristete Haftstrafen verhängt. Vier Angeklagte wurden freigesprochen, darunter Rickhey. Eine Urteilsbegründung wurde vom Militärtribunal nicht abgegeben, da dies nicht vorgesehen war.

### Die 19 Urteile im Einzelnen
Die 19 Urteile lauten im Einzelnen:
| Name      | Rang                | Funktion                                                                            | Urteil                                                  |
| --------- | ------------------- | ----------------------------------------------------------------------------------- | ------------------------------------------------------- |
| Möser     | SS-Obersturmführer  | Schutzhaftlagerführer in Dora                                                       | Todesurteil, am 26. November 1948 hingerichtet          |
| Brauny    | SS-Hauptscharführer | Lagerleiter des Außenlagers Rottleberode, Rapport- und Kommandoführer in Dora       | lebenslange Haftstrafe                                  |
| Simon     | SS-Oberscharführer  | Arbeitseinsatzführer                                                                | lebenslange Haftstrafe                                  |
| Brinkmann | SS-Hauptscharführer | Rapportführer in Dora, Schutzhaftlagerführer im Außenlager Ellrich-Juliushütte      | lebenslange Haftstrafe                                  |
| Bühring   | SS-Stabsscharführer | Leiter des Bunkers                                                                  | lebenslange Haftstrafe                                  |
| Jacobi    | SS-Hauptscharführer | Kommandoführer des Zimmereikommandos in Dora                                        | lebenslange Haftstrafe                                  |
| Kilian    | Kapo                | Scharfrichter in Dora                                                               | lebenslange Haftstrafe                                  |
| König     | SS-Hauptscharführer | Rapportführer in Dora, verantwortlich für den Fahrzeugpark                          | lebenslange Haftstrafe                                  |
| Zwiener   | Kapo                | Lagerältester in Dora, Schreiber im Bereich Arbeitseinsatz                          | 25 Jahre Haftstrafe                                     |
| Andrä     | SS-Hauptscharführer | Leiter der Poststelle in Dora                                                       | 20 Jahre Haftstrafe                                     |
| Walenta   | Kapo                | Lagerältester im Außenlager Ellrich-Juliushütte, Aufseher im Bunker des Lagers Dora | 20 Jahre Haftstrafe                                     |
| Helbig    | SS-Oberscharführer  | Leiter der Bekleidungskammer in Dora                                                | 20 Jahre Haftstrafe, später auf 10 Jahre Haft reduziert |
| Detmers   | SS-Obersturmführer  | Adjutant des Lagerkommandanten                                                      | 7 Jahre Haftstrafe                                      |
| Ulbricht  | Kapo                | Schreibstube des Außenlagers Rottleberode                                           | 5 Jahre Haftstrafe                                      |
| Maischein | SS-Rottenführer     | SS-Sanitätsdienstgrad im Außenlager Rottleberode                                    | 5 Jahre Haftstrafe                                      |
| Rickhey   | Zivilist            | Generaldirektor der Mittelwerke GmbH                                                | Freispruch                                              |
| Schmidt   | SS-Hauptsturmführer | Lagerarzt im Außenlager Boelcke-Kaserne                                             | Freispruch                                              |
| Heinrich  | SS-Obersturmführer  | Adjutant des Lagerkommandanten                                                      | Freispruch                                              |
| Fuchsloch | SS-Hauptscharführer | stellvertretender Lagerleiter des Mittelbauer Außenlagers Harzungen                 | Freispruch                                              |

1. ↑  Dem Militärtribunal war vor der Urteilsverkündung bekannt, dass Detmers bereits im Januar 1947 in einem Nebenprozess (Case No. 000-50-2-23 US vs. Alex Piorkowski et al) zum Dachau-Hauptprozess zu 15 Jahren Haft verurteilt worden war. Diese Strafe wurde nach einem Überprüfungsverfahren auf fünf Jahre Haft reduziert. Laut Urteil im Dachauer Dora-Prozess sollten beide Strafen zeitgleich verbüßt werden.

### Überprüfungsverfahren
Nach einem am 23. April 1948 abgeschlossenen Überprüfungsverfahren durch die zuständige Instanz beim Deputy Judge Advocate for War Crimes wurden die im Dachauer Dora-Prozess gefällten Urteile bis auf eine Ausnahme bestätigt: Bezüglich des Verurteilten Helbig wurde eine Reduktion der Haftstrafe von zwanzig auf zehn Jahre empfohlen. Der War Crimes Board of Review schloss sich in einer zweiten Überprüfung sämtlichen Empfehlungen der ersten Überprüfungsinstanz an. Der Militärgouverneur der Amerikanischen Besatzungszone Lucius D. Clay bestätigte entsprechend den Empfehlungen in den Überprüfungsverfahren alle Urteile. Sie wurden am 25. Juni 1948 rechtskräftig.

## Nebenprozesse
Während des Dachauer Dora-Prozesses fanden von Ende Oktober 1947 bis Mitte Dezember 1947 fünf Nebenprozesse gegen fünf Angeklagte, darunter ein Funktionshäftling, statt. Diese als short-term proceedings bezeichneten Prozesse dauerten in drei Fällen einen Tag und in jeweils einem Fall zwei bzw. neun Tage an. Insgesamt waren 14 Nebenverfahren zum Hauptverfahren geplant, von denen neun mangels Zeugen und Beweisen jedoch nicht mehr zustande kamen. Auch das Verfahren Case No. 000-Nordhausen-4 wurde aus diesen Gründen nicht mehr eingeleitet.
Die fünf Verfahren und Urteile im Einzelnen
| Verfahren                 | Angeklagter        | Rang            | Funktion                      | Urteil                                                   |
| ------------------------- | ------------------ | --------------- | ----------------------------- | -------------------------------------------------------- |
| Case No. 000-Nordhausen-1 | Michail Grebinski  | SS-Mann, Rumäne | Einsatz in Dora-Mittelbau     | Freispruch                                               |
| Case No. 000-Nordhausen-2 | Albert Mueller     | SS-Rottenführer | Einsatz in Dora-Mittelbau     | 25 Jahre Haftstrafe, reduziert auf zehn Jahre Haftstrafe |
| Case No. 000-Nordhausen-3 | Georg Finkenzeller | Kapo            | Einsatz im Steinbruchkommando | 2 Jahre Haftstrafe                                       |
| Case No. 000-Nordhausen-5 | Philipp Klein      | SS-Scharführer  | SS-Sanitätsdienstgrad         | 4 Jahre Haftstrafe                                       |
| Case No. 000-Nordhausen-6 | Stefan Palko       | SS-Rottenführer | Blockführer                   | 25 Jahre Haftstrafe, reduziert auf 15 Jahre Haftstrafe   |

## Vollzug der Urteile

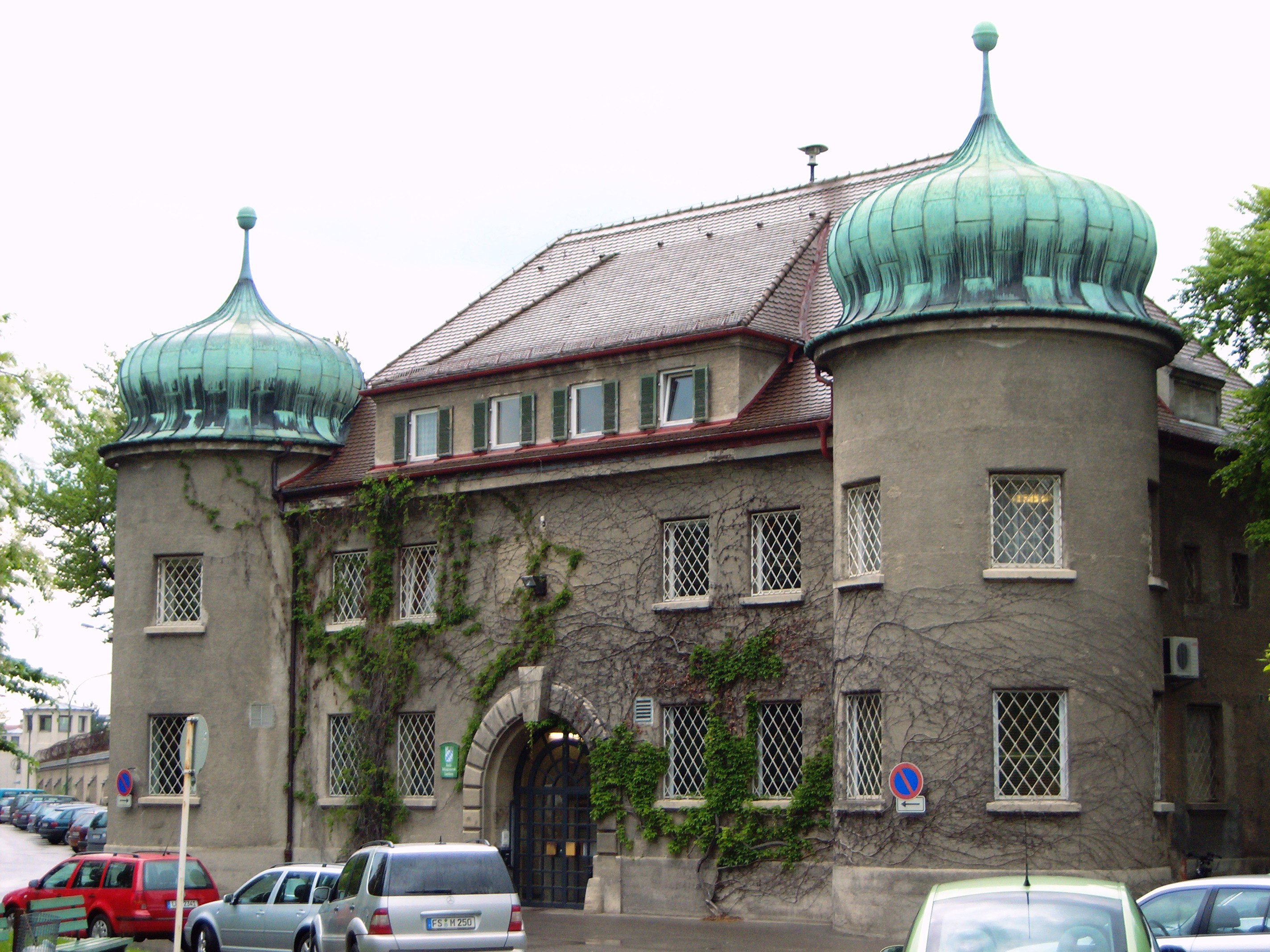
Eingangsgebäude der Justizvollzugsanstalt Landsberg am Lech

Die Verurteilten wurden nach der Urteilsverkündung in das Kriegsverbrechergefängnis Landsberg überführt. Der zum Tode verurteilte Möser wurde am 26. November 1948 im Kriegsverbrechergefängnis Landsberg gehängt. Die zu Haftstrafen Verurteilten wurden vorzeitig aus dem Kriegsverbrechergefängnis Landsberg entlassen, zuletzt Brinkmann am 9. Mai 1958. Brinkmann gehörte neben drei Verurteilten aus dem Einsatzgruppen-Prozess zu den letzten vier Häftlingen, die aus Landsberg bei Abschluss des US-Kriegsverbrecherprogramms entlassen wurden.

## Wertungen und Wirkungen
Lediglich 19 Beschuldigte waren im Nordhausen-Hauptprozess angeklagt und 5 in den Nebenverfahren – gemessen an dem 2.400 Personen umfassenden Lagerpersonal des KZ Dora-Mittelbau eine geringe Anzahl von Anklagen. Auch im Verhältnis zu den anderen Dachauer Konzentrationslagerverfahren war die Zahl der Angeklagten eher gering. Bei den Urteilen wurde eine Tendenz zur Milde im Nordhausen-Prozess deutlich: Im Dachau-Hauptprozess waren in der ersten Instanz von 40 Angeklagten 36 zum Tode verurteilt worden, im Nordhausen-Prozess lediglich einer. Zudem war dieses letzte Dachauer Konzentrationslagerverfahren erst dreieinhalb Jahre nach der Befreiung des KZ Mittelbau abgeschlossen. Durch diesen zeitlichen Abstand konnten die Richter nicht mehr, wie noch im Dachau-Hauptverfahren, auf unmittelbare Eindrücke vor Ort zurückgreifen. Zudem waren Zeugen, die zur Identifizierung der Beschuldigten benötigt wurden, oft nicht mehr aufzufinden.
Im Gegensatz zu dem Buchenwald-Hauptprozess, der im August 1947 abgeschlossen wurde, fand der Dachauer Dora-Prozess in der Öffentlichkeit wenig Beachtung. Daran änderte auch die Schlagzeile der Frankfurter Rundschau zum Dachauer Dora-Prozess nichts, die am 8. August 1947 titelte: „Aufsehenerregender Prozeß in Dachau. 19 Angeklagte aus dem Vernichtungslager Nordhausen – Das Geheimnis um die Herstellung der V-Waffen im Lager Dora“. In der Südharzer Region wurde in der Presse kaum über den Prozess berichtet.
Das Rechtsinstitut des Common Design fand im Nordhausen-Hauptverfahren zwar noch Anwendung, jedoch nicht mehr so konsequent wie in den zuvor im Rahmen der Dachauer Prozesse durchgeführten Konzentrationslagerverfahren. So wurde beispielsweise Heinrich als ehemaliger Adjutant des Lagerkommandanten freigesprochen, während noch im Dachau-Hauptprozess Rudolf Heinrich Suttrop mit gleicher Funktion zum Tode verurteilt wurde. Diese Entwicklung wird auch an den Nebenverfahren zum Nordhausen-Hauptverfahren deutlich, wo die entsprechenden Anklageschriften bereits Einzelstraftatbestände aufwiesen.
Weder Wernher von Braun noch Arthur Rudolph oder andere bedeutende Vertreter der Mittelwerk GmbH waren angeklagt oder mussten persönlich vor Gericht als Zeuge aussagen. Sie waren, wie zuvor auch Rickhey, im Rahmen der Operation Paperclip für die Raketenforschung in die USA verbracht worden. Von Rudolph und von Braun lagen für den Beschuldigten Rickhey lediglich entlastende Vernehmungsprotokolle vor. Die amerikanischen Behörden verfolgten gegenüber den ehemaligen Raketeningenieuren der Mittelwerk GmbH eine Politik, die zwischen der strafrechtlichen Verfolgung von Kriegsverbrechen und dem Abschöpfen der Fachkenntnisse der Ingenieure lavierte.
Die Entnazifizierung verlor im Zuge des Kalten Krieges zunehmend an Bedeutung, da die Westalliierten Westdeutschland als Bündnispartner gewinnen wollten. In der deutschen Bevölkerung kamen nach dem ersten Schock über die Konzentrationslagerverbrechen zunehmend Solidaritätsbekundungen mit den Insassen des Kriegsverbrechergefängnisses Landsberg auf. Dies spiegelte sich auch in der allmählichen Abmilderung der Urteile und den vorzeitigen Entlassungen aus Landsberg wider.

## Spätere juristische Aufarbeitung der Verbrechen im KZ Mittelbau-Dora
Auch nach Abschluss der Dachauer Prozesse wurden zum Tatkomplex Gewaltverbrechen im KZ Mittelbau-Dora weitere Verfahren in der Bundesrepublik und der DDR durchgeführt. Das bekannteste Verfahren war der Essener Dora-Prozess, der am 17. November 1967 vor dem Landgericht Essen begann. In diesem Prozess war der ehemalige KZ-Aufseher Erwin Busta gemeinsam mit Helmut Bischoff, dem ehemaligen KdS des Sperrgebiets Mittelbau sowie dessen früherem Mitarbeiter Ernst Sander angeklagt. Verfahrensgegenstand war die Ermordung von Häftlingen nach gescheiterten Fluchten, aufgrund von Sabotage und während der Lagerauflösung. Des Weiteren war die Ermordung von 58 mutmaßlichen Widerstandskämpfern sowie tödliche Misshandlungen bei „verschärften Vernehmungen“ von Häftlingen nach Disziplinarvergehen Prozessgegenstand. Während des Verfahrens versuchte der ostdeutsche Anwalt Friedrich Karl Kaul als Rechtsbeistand der Nebenkläger durch Vorladung westdeutscher prominenter Zeugen deren Beteiligung an Verbrechen im KZ Mittelbau nachzuweisen. Dadurch sollte die DDR als antifaschistischer Staat dargestellt und die Nachkriegskarrieren nicht verurteilter ehemaliger NS-Funktionäre in Westdeutschland aufgezeigt werden. Bischoffs Teilnahme am Verfahren wurde am 5. Mai 1970 wegen Verhandlungsunfähigkeit ausgesetzt und 1974 eingestellt. Am 8. Mai 1970 wurde Busta zu achteinhalb Jahren Haft und Sander zu siebeneinhalb Jahren Haft verurteilt. Busta und Sander mussten ihre Haftstrafen jedoch aufgrund von Haftverschonung und Strafaufschub nicht antreten.

## Prozessunterlagen
Im Frühjahr 2004 fand der Inhaber einer Recycling-Firma in Kerkrade beim Leeren eines Altpapiercontainers Unterlagen des Dachauer Dora-Prozesses sowie Fotos von der Befreiung des KZ Mittelbau und dessen Nebenlagern. Wie die Unterlagen in den Altpapiercontainer gelangten, war nicht mehr festzustellen. Diese Dokumente konnten jedoch dem Nachlass von William J. Aalmans zugeordnet werden, der während des Dachauer Dora-Prozesses für die Anklagevertretung tätig wurde. Anfang Juli 2004 wurden die Unterlagen der Gedenkstätte Mittelbau-Dora übergeben, wo sie teilweise in der Dauerausstellung gezeigt werden.

## Quelle
- Deputy Judge Advocate’s Office 7708 War Crimes Group European Command APO 407: United States v. Kurt Andrae et al. Case No. 000-50-37. Review and Recommendations of the Deputy Jugde Advocate for War Crimes, April 1948. (online PDF-Datei; 14,1 MB)